# AMD Ryzen

Zen

Pe data de 22 februarie, în cadrul unui eveniment organizat de AMD la San Francisco, a fost lansată noua familie de procesoare AMD Ryzen.

## Microprocesoare AMD Ryzen
Conform datelor neoficiale, AMD urmează să lanseze trei serii de microprocesoare:  Ryzen 3, Ryzen 5 și Ryzen 7. 
| AMD Ryzen CPU     | Cores / Threads | L3 Cache | TDP  | Base Frequency | Turbo Frequency | XFR      | Overclocking unlocked | Price |
| ----------------- | --------------- | -------- | ---- | -------------- | --------------- | -------- | --------------------- | ----- |
| AMD Ryzen 7 1800X | 8 / 16          | 16 MB    | 95 W | 3.6 GHz        | 4.0 GHz         | 4.0 GHz+ | Yes                   | $499  |
| AMD Ryzen 7 1700X | 8 / 16          | 16 MB    | 95 W | 3.4 GHz        | 3.8 GHz         | 3.8 GHz+ | Yes                   | $399  |
| AMD Ryzen 7 1700  | 8 / 16          | 16 MB    | 65 W | 3.0 GHz        | 3.7 GHz         | N/A      | Yes                   | $329  |
| AMD Ryzen 5 1600X | 6 / 12          | 16 MB    | 95 W | 3.3 GHz        | 3.7 GHz         | 3.7 GHz+ | Yes                   | $259  |
| AMD Ryzen 5 1500  | 6 / 12          | 16 MB    | 65 W | 3.2 GHz        | 3.5 GHz         | N/A      | Yes                   | $229  |
| AMD Ryzen 5 1400X | 4 / 8           | 8 MB     | 65 W | 3.5 GHz        | 3.9 GHz         | 3.9 GHz+ | Yes                   | $199  |
| AMD Ryzen 5 1300  | 4 / 8           | 8 MB     | 65 W | 3.2 GHz        | 3.5 GHz         | N/A      | Yes                   | $175  |
| AMD Ryzen 3 1200X | 4 / 4           | 8 MB     | 65 W | 3.4 GHz        | 3.8 GHz         | 3.8 GHz+ | Yes                   | $149  |
| AMD Ryzen 3 1100  | 4 / 4           | 8 MB     | 65 W | 3.2 GHz        | 3.5 GHz         | N/A      | Yes                   | $129  |